# Raïon de Starobilsk
Le raïon de Starobilsk (en ukrainien : Старобільський район) est un raïon (district) dans l'oblast de Louhansk en Ukraine.

## lieux d'intérêt
Le Haras de Limarovsk.

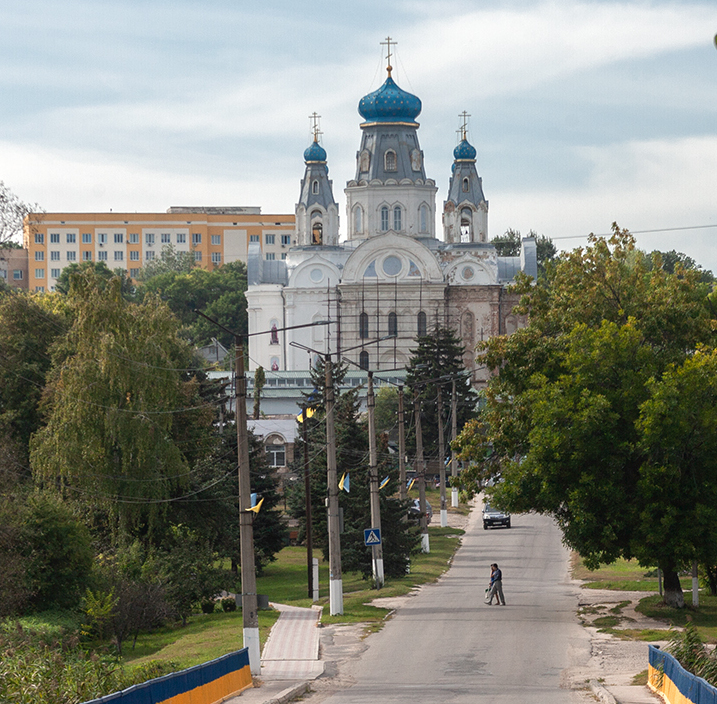
La cathédrale de la Trinité de Bilovodsk classée n°44-206-0001[1],
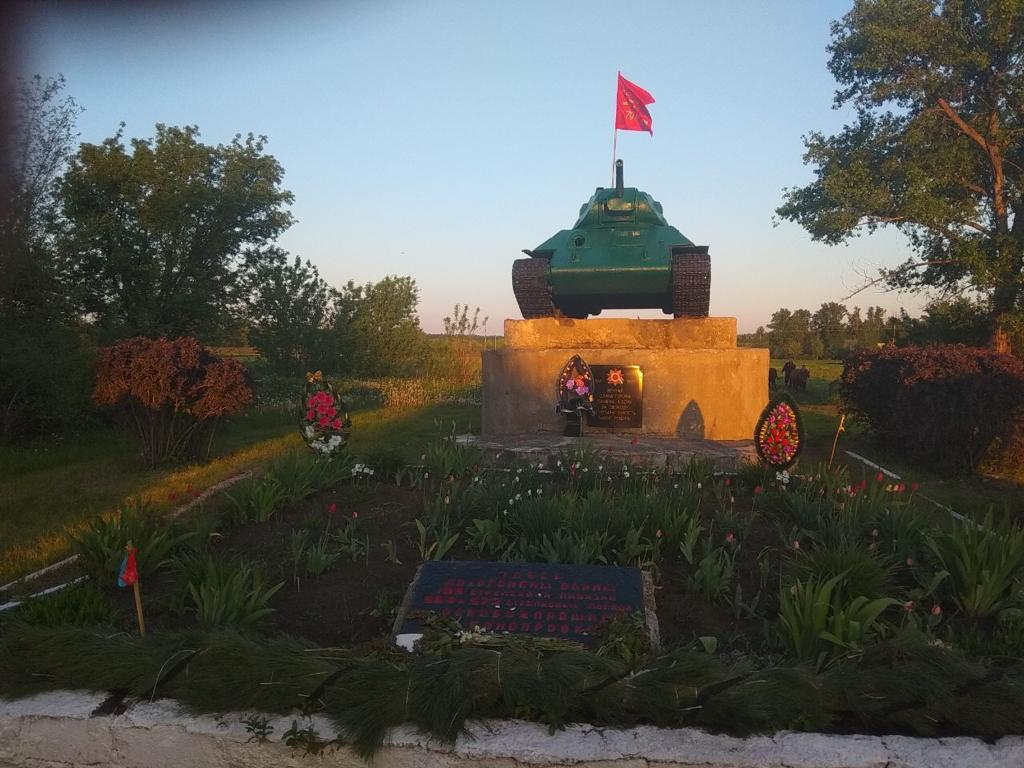
mémorial à Bondarivka classé n°44-225-9001[2],
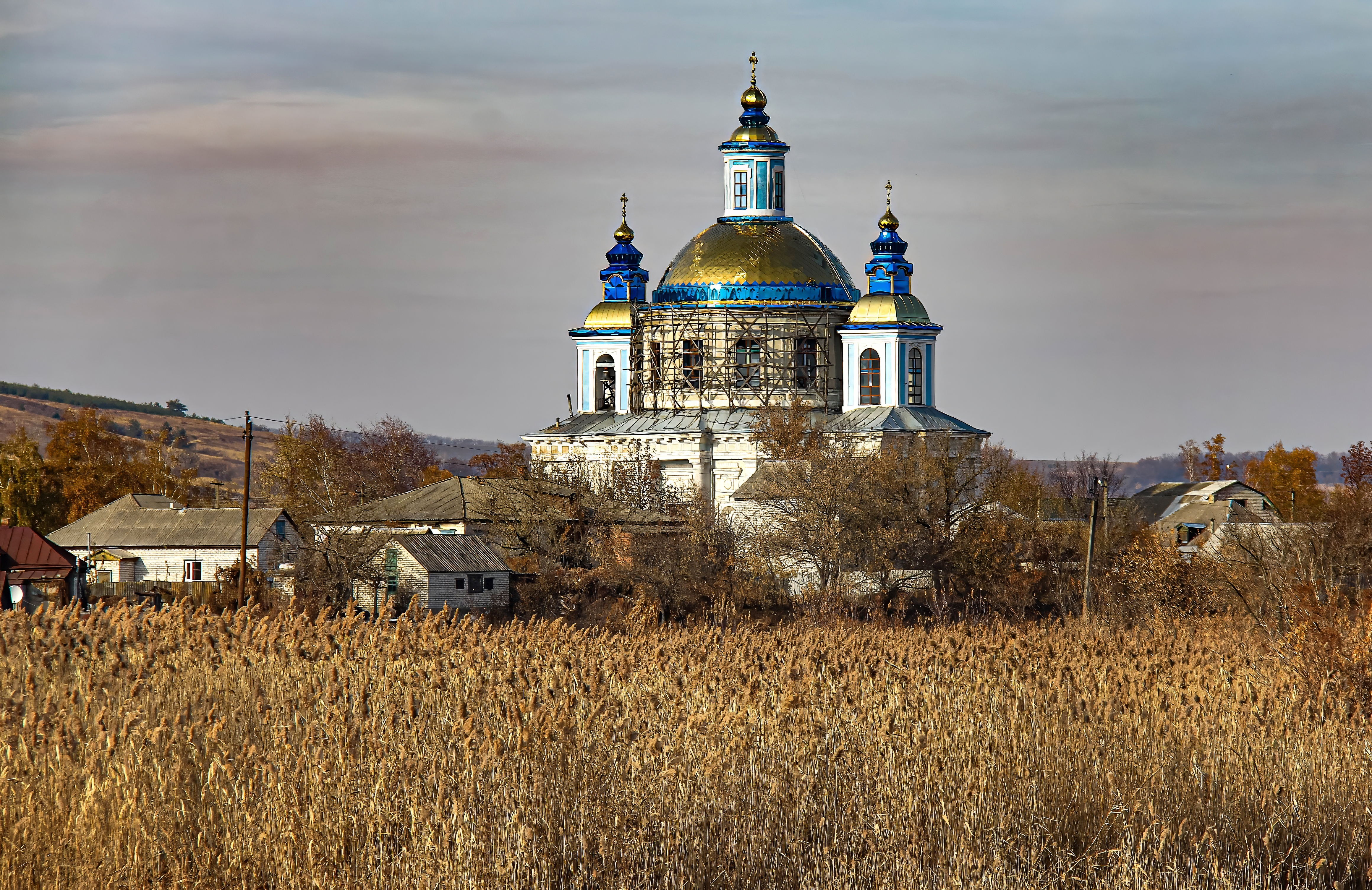
l'église de la Dormition classée n°44-233-0001[3],
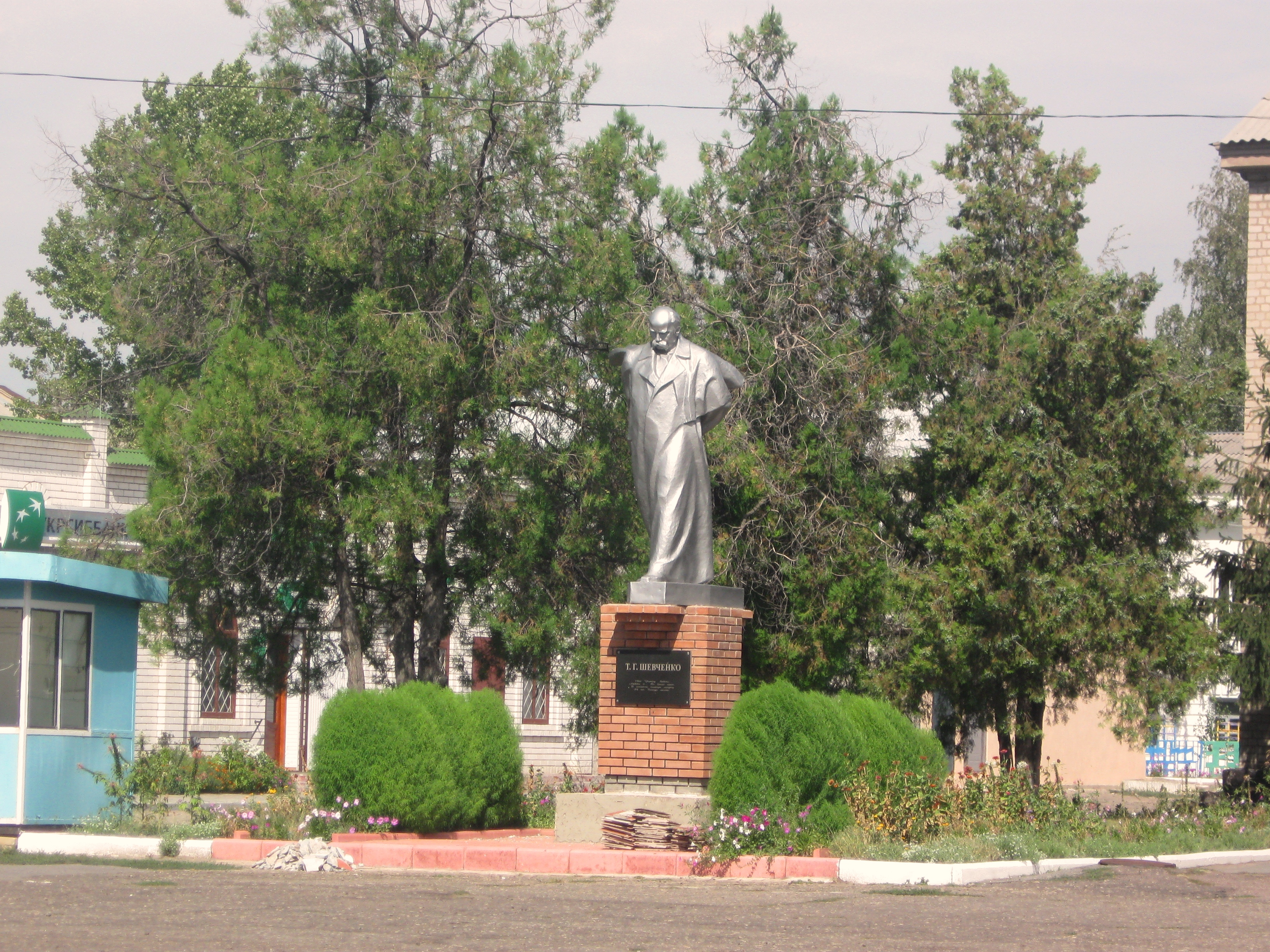
monument à Taras Chevtchenko classée n°44-251-0027[4],
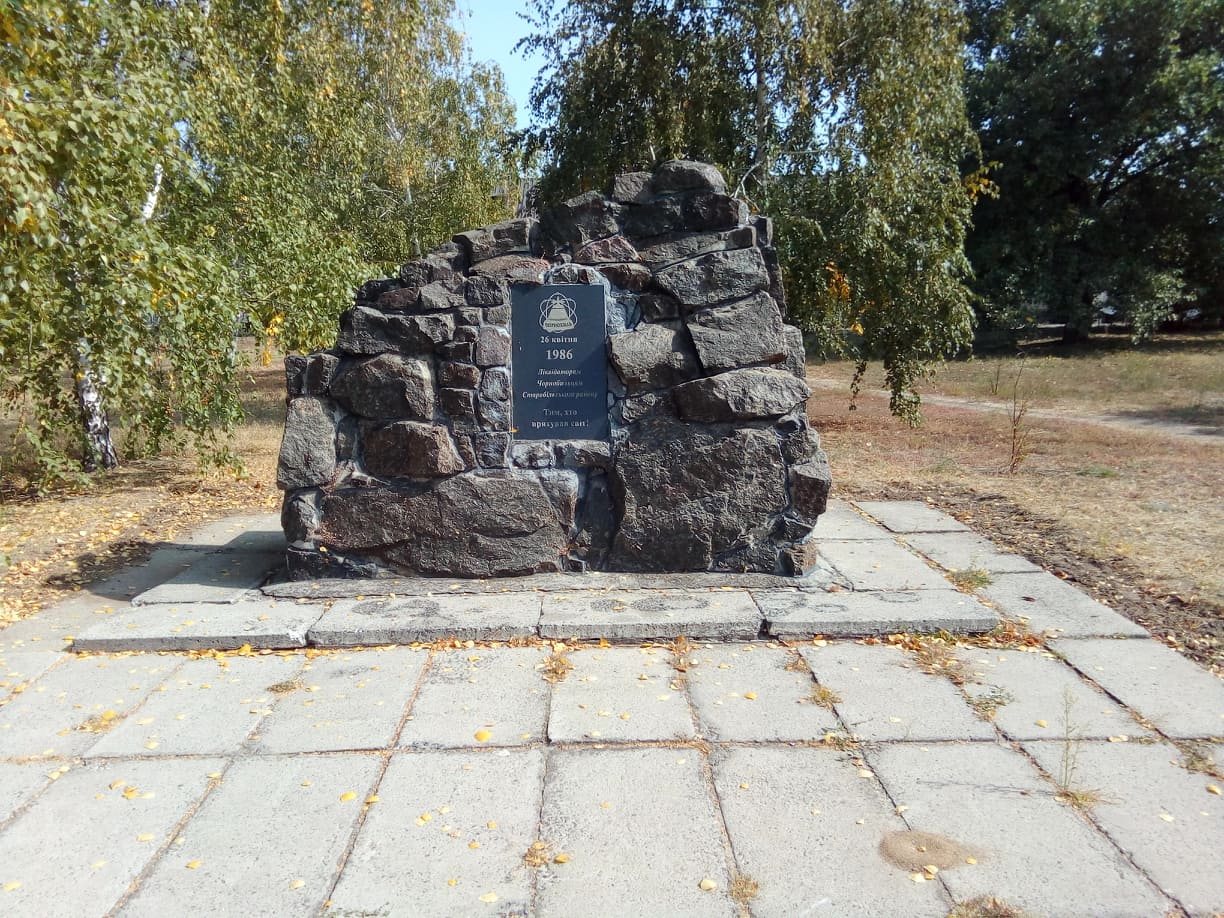
monument au désastre de Tchernobyl classée n°44-251-0027[5], à Starobilsk  ;
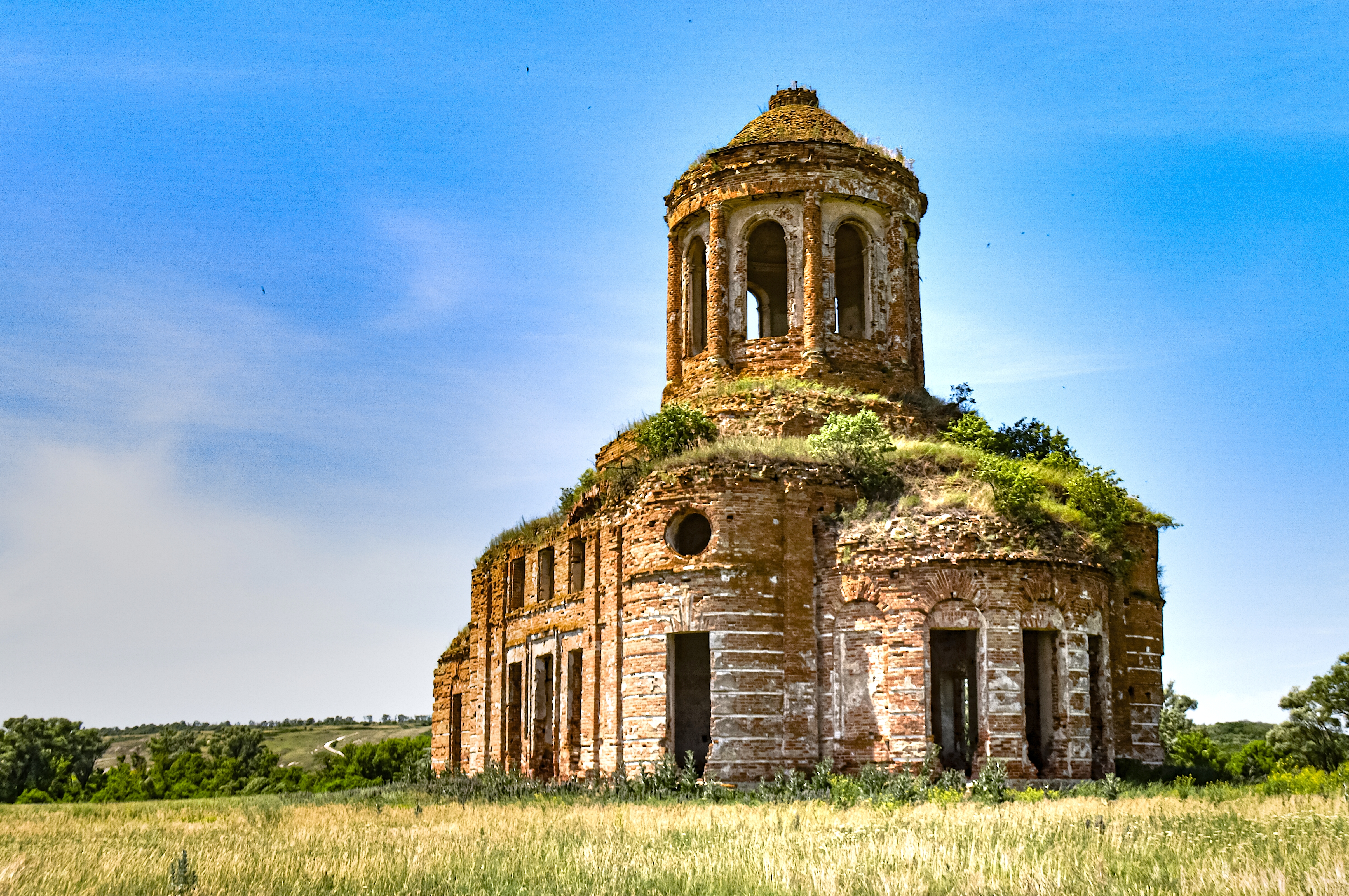
l'église de la Nativité de Novobila classée n°44-233-0005[6].
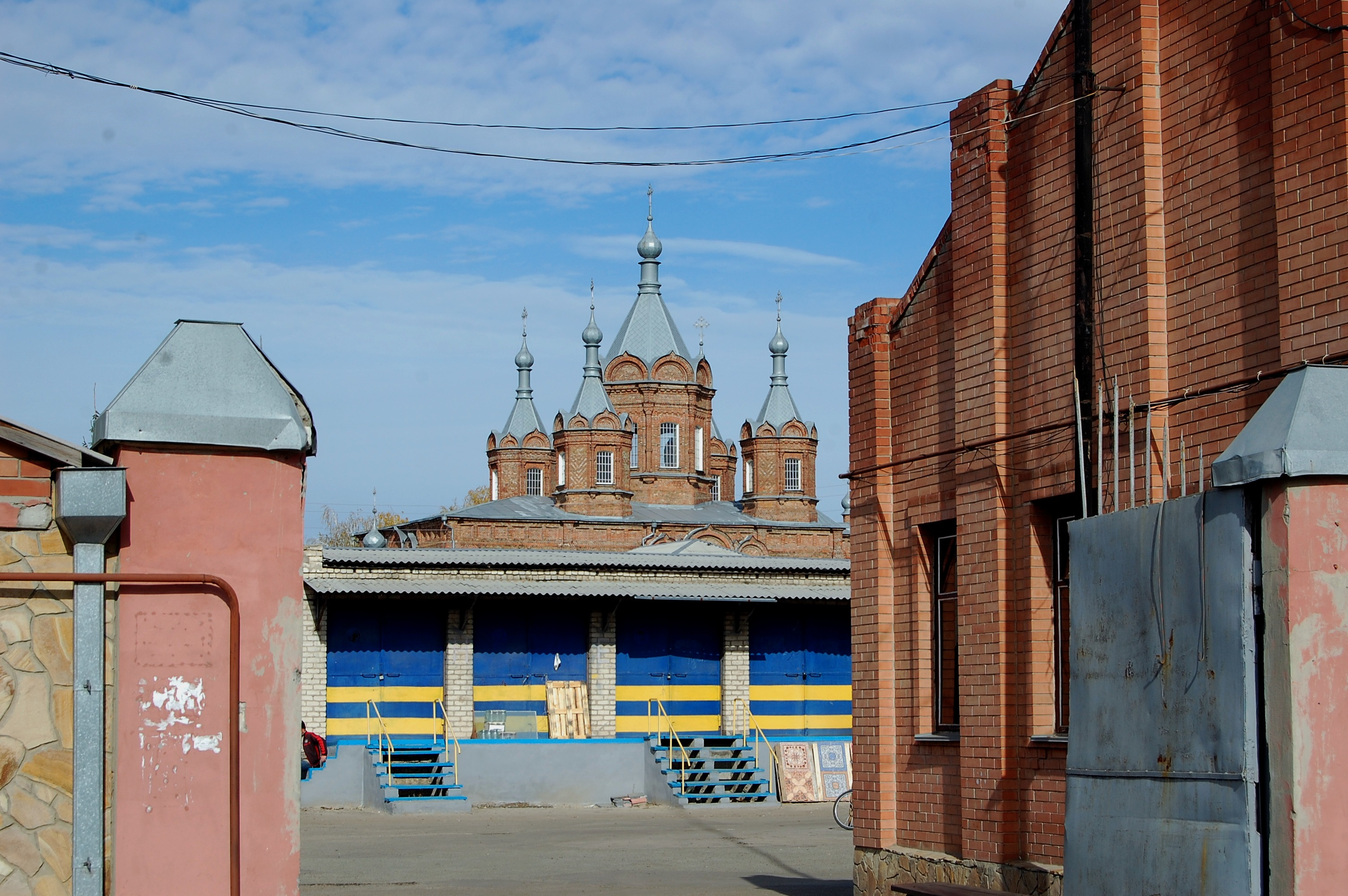
Le Monastère de la Vierge de Douleur de Starobilsk.